# 2012 في الجزائر
فيما يلي قوائم الأحداث التي وقعت خلال عام 2012 في الجزائر.

## أحداث
- 10 مايو – الانتخابات التشريعية الجزائرية 2012

## سياسة

### تعيين في المنصب
- 3 سبتمبر – عبد المالك سلال الوزير الأول الجزائري.

### انتهاء فترة المنصب
- 3 سبتمبر – أحمد أويحيى الوزير الأول الجزائري.

## أفلام
من الأفلام التي صدرت هذه السنة في الجزائر:
- 1 يناير – زبانة

## مسلسلات
- قهوة ميمون (مسلسل)

## موسيقى

### ألبومات
من الألبومات التي صدرت هذه السنة في الجزائر:
- 3 سبتمبر – سي لا في من غناء الشاب خالد.

## كتب
من الكتب التي صدرت هذه السنة في الجزائر:
- 1 يناير – خريف نيويورك الأخير من تأليف واسيني الأعرج.

## وفيات

### يناير
- 22 يناير – بلحاج بوشعيب (مواليد 1918) سياسي جزائري.
- 23 يناير – شريف خدام (مواليد 1927) مغني جزائري.
- 30 يناير – عبد الحميد مهري (مواليد 1926) سياسي جزائري.

### فبراير
- 13 فبراير – محمد العماري (مواليد 1939)

### أبريل
- 11 أبريل – أحمد بن بلة (مواليد 1916) أول رؤساء الجزائر بعد الاستقلال.

### أكتوبر
- 5 أكتوبر – بيار شولي (مواليد 1930)
- 6 أكتوبر – الشاذلي بن جديد (مواليد 1929) سياسي جزائري.